# Masdevallia uniflora
Masdevallia uniflora är en orkidéart som beskrevs av Hipólito Ruiz López och Pav.. Masdevallia uniflora ingår i släktet Masdevallia och familjen orkidéer. Inga underarter finns listade i Catalogue of Life.

## Bildgalleri

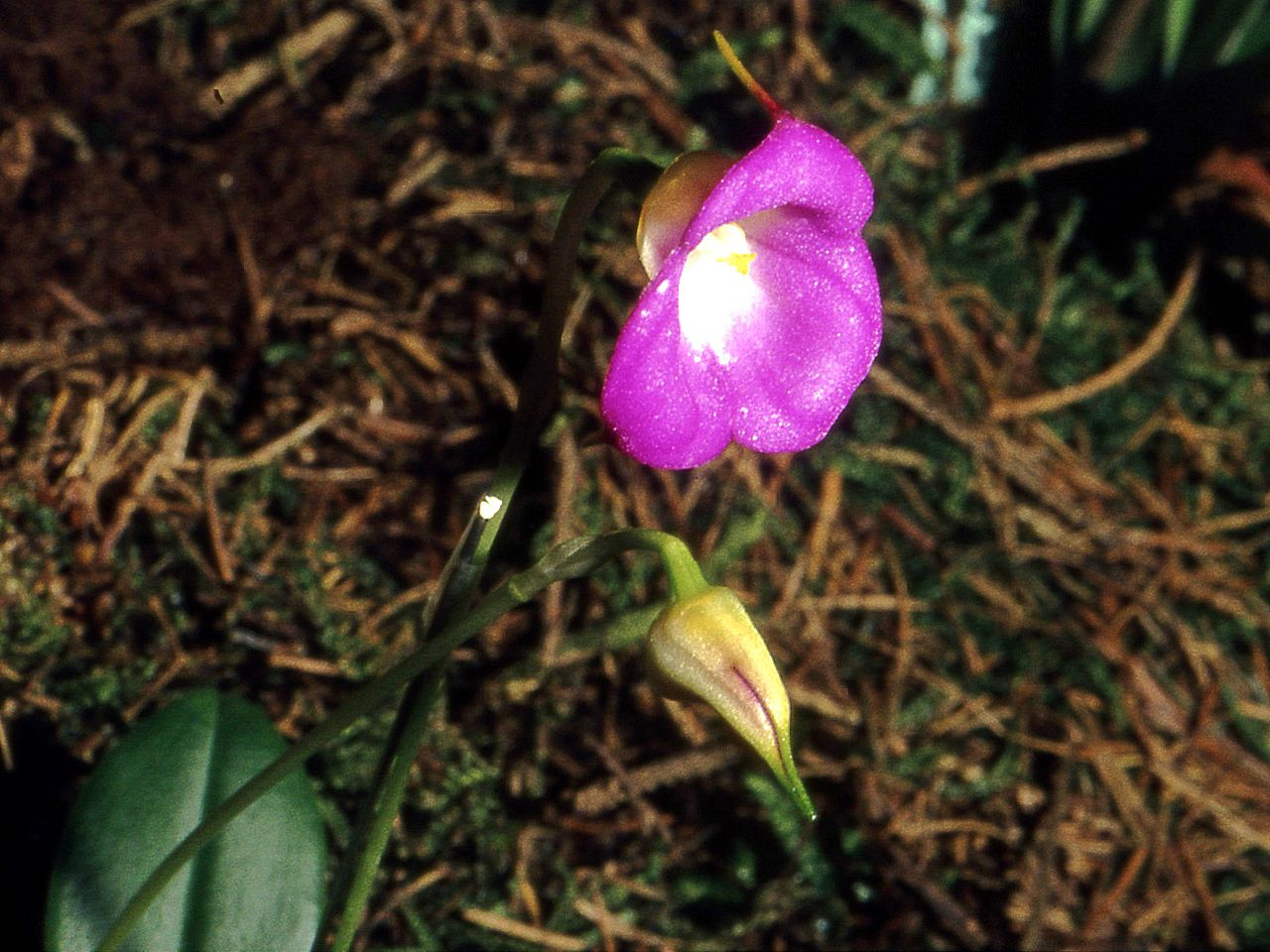
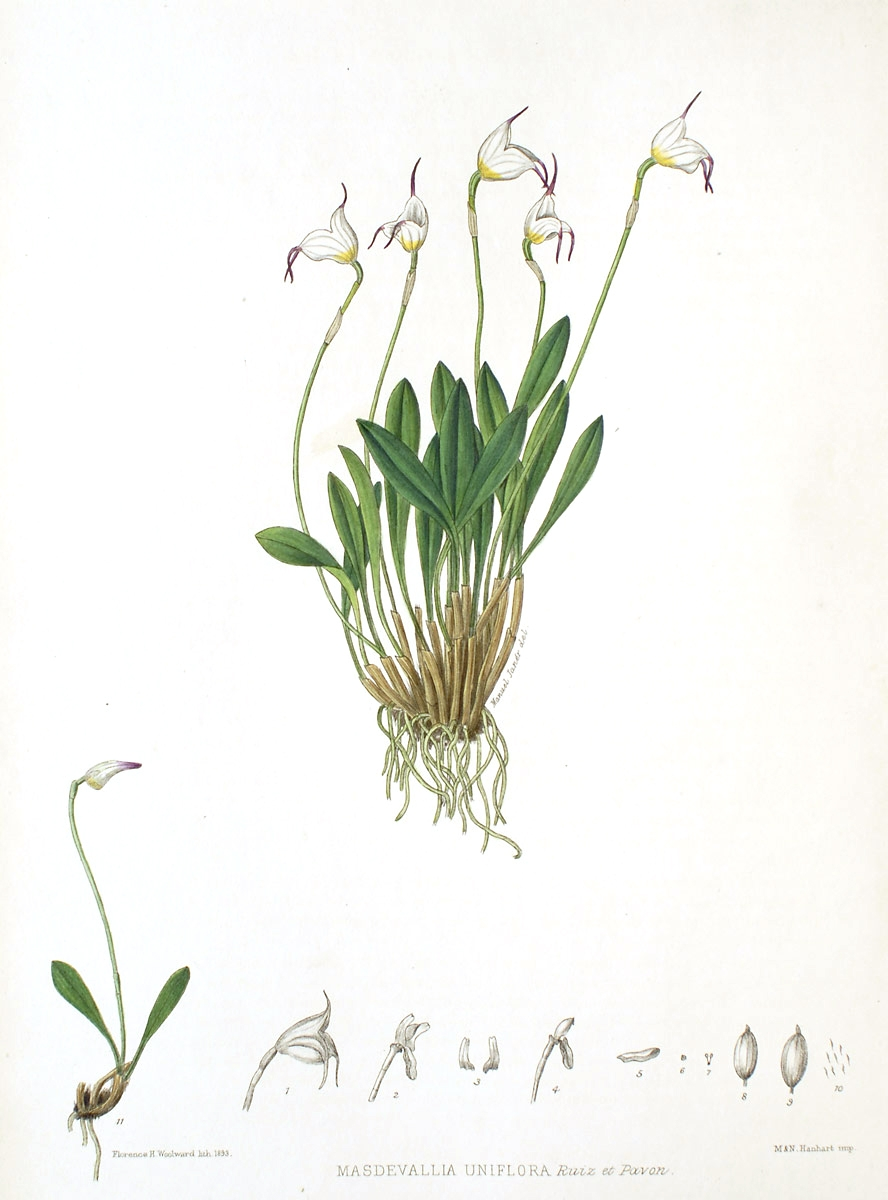